# 克里武沙
52°11′4″N 32°41′11″E / 52.18444°N 32.68639°E
克里武沙（烏克蘭語：Кривуша），是烏克蘭北部的村莊，隸屬切爾尼希夫州的諾夫霍羅德-錫韋爾斯基區。該村面積0.01平方公里，海拔高度143米，2001年人口2，人口密度每平方公里200人。